# Rothenmoor
Rothenmoor ist ein Ortsteil der Gemeinde Dahmen im Landkreis Rostock in Mecklenburg-Vorpommern.

## Geografie und Verkehrsanbindung
Rothenmoor liegt östlich des Kernortes Dahmen an der nördlich verlaufenden Landesstraße L 20. Nördlich erstreckt sich der 1395 ha große Malchiner See.

## Geschichte

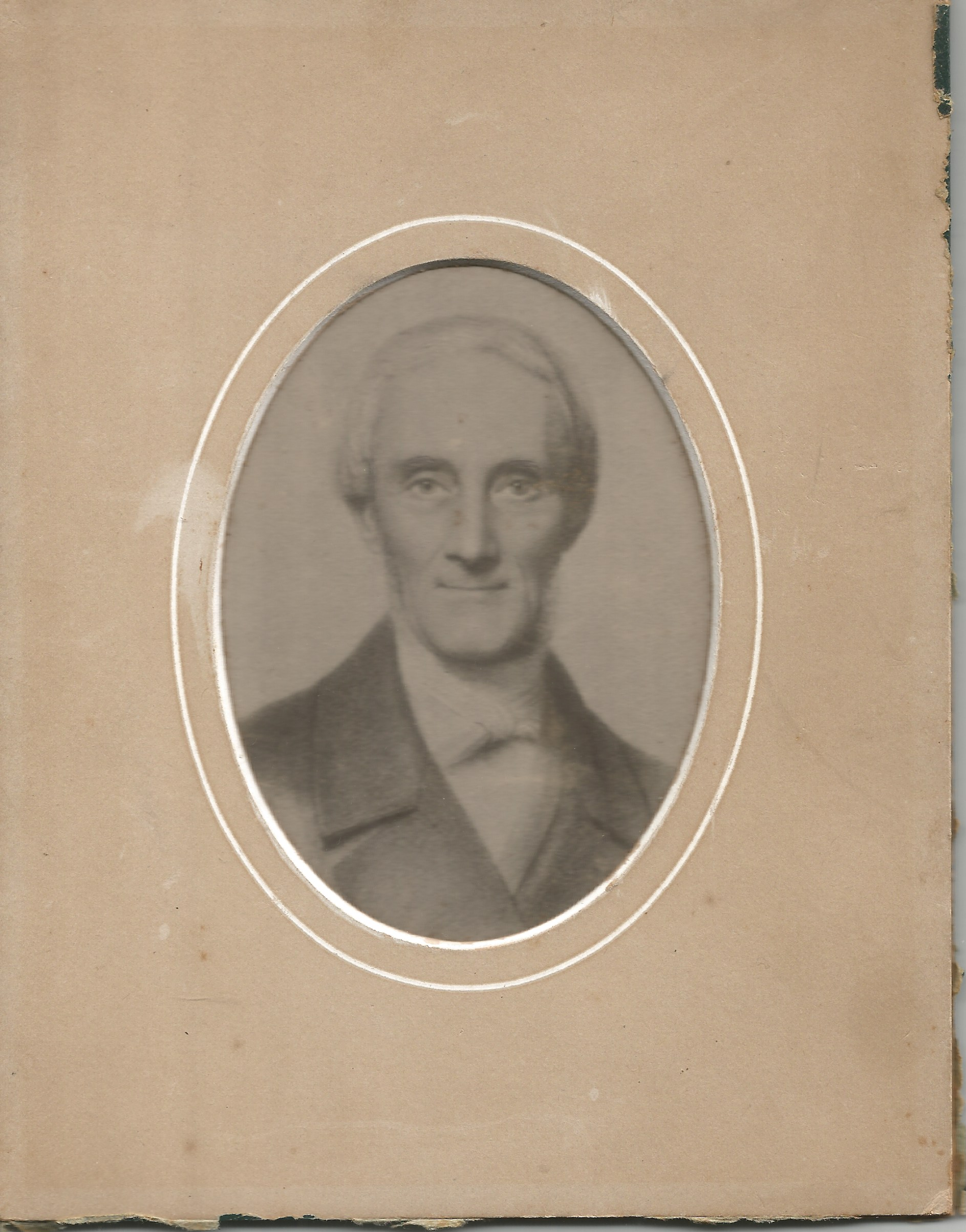
Friedrich Freiherr von Maltzahn (1783–1864)

Die Geschichte von Gut Rothenmoor geht bis ins 14. Jahrhundert zurück. Im Jahr 1372 gehörte es der Familie von Maltzahn, die bis 1877 in dessen Besitz blieb. Bei Rothenmoor befindet sich das Burgtal mit einem wendischen Burgwall. Das Gutshaus wurde im 17. Jahrhundert errichtet und seitdem mehrfach umgebaut. In der Mitte des 18. Jahrhunderts war Oberst Joseph von Maltzahn, Freiherr zu Wartenberg und Penzlin (1735–1805), der Grundherr auf Penzlin und Zubehör, darunter auch Rothenmoor. Dann wurde Gut Rothenmoor durch dessen Erbteilung zusammen mit Dahmen, Sagel, Federow, Großenluckow, Klein Luckow, Moltzow, Rambow, Ilkensee, Peckatel, Brustorf, Jennyhof und Peutsch zunächst Teil eines eigenständigen großen Güterkomplexes des Landrats Friedrich von Maltzahn-Rothenmoor (1783–1864). Er vollzog als Grundherr für seine Kinder dann wiederum eine Güteraufteilung. Zuletzt wurde Vollrath Levin von Maltzahn (1838–1904) Gutsbesitzer in Rothenmoor, er konnte das Gut nicht halten und gründete mit seiner Frau Norty von Bülow in Paraguay eine Estancia Maltzan.
Anschließend war Rothenmoor von 1877 bis 1945 im Besitz der Familie von Tiele-Winckler. Hans Werner von Tiele-Winkler-Miechowitz war 1903 Rittergutsbesitzer auf Rothenmoor. Oskar Freiherr von Tiele-Winkler besaß Ende der 1920er Jahre etwa 1162 ha, davon 264 ha Wald. Rothenmoor war ein Lehngut mit Sagel ein Familienfideikommiss. Im Ort gab es zeitgleich drei jeweils 20 ha große Höfe der Familien F. Arndt, A. Tiedt sowie R. Wülferding.
Auf Initiative von Helmuth von Maltzahn, der auch Schloss Ulrichshusen wieder aufgebaut und Schloss Gützkow sowie das Gutshaus Gnemern saniert hat, soll Rothenmoor durch den Bau von Ferienhäusern und eine Restaurierung des Gutshauses wieder belebt werden, was jedoch nicht unumstritten ist.

## Sehenswürdigkeiten

### Baudenkmale
In der Liste der Baudenkmale in Dahmen sind für Rothenmoor sechs Baudenkmale aufgeführt, darunter
- das Gutshaus mit Park. Das Gutshaus ist ein unsanierter, zweigeschossiger Putzbau in U-Form aus dem 17. Jahrhundert. Die zwei Seitenflügel stammen aus der Mitte des 19. und aus dem Anfang des 20. Jahrhunderts.
- das Schmiedegehöft mit Wohnhaus, Stall und Schmiede

### Weitere Sehenswürdigkeiten
- Gutspark in Rothenmoor mit seltenen Pflanzen
- Knorreiche mit einem Brusthöhenumfang von 7,43 m (2016)

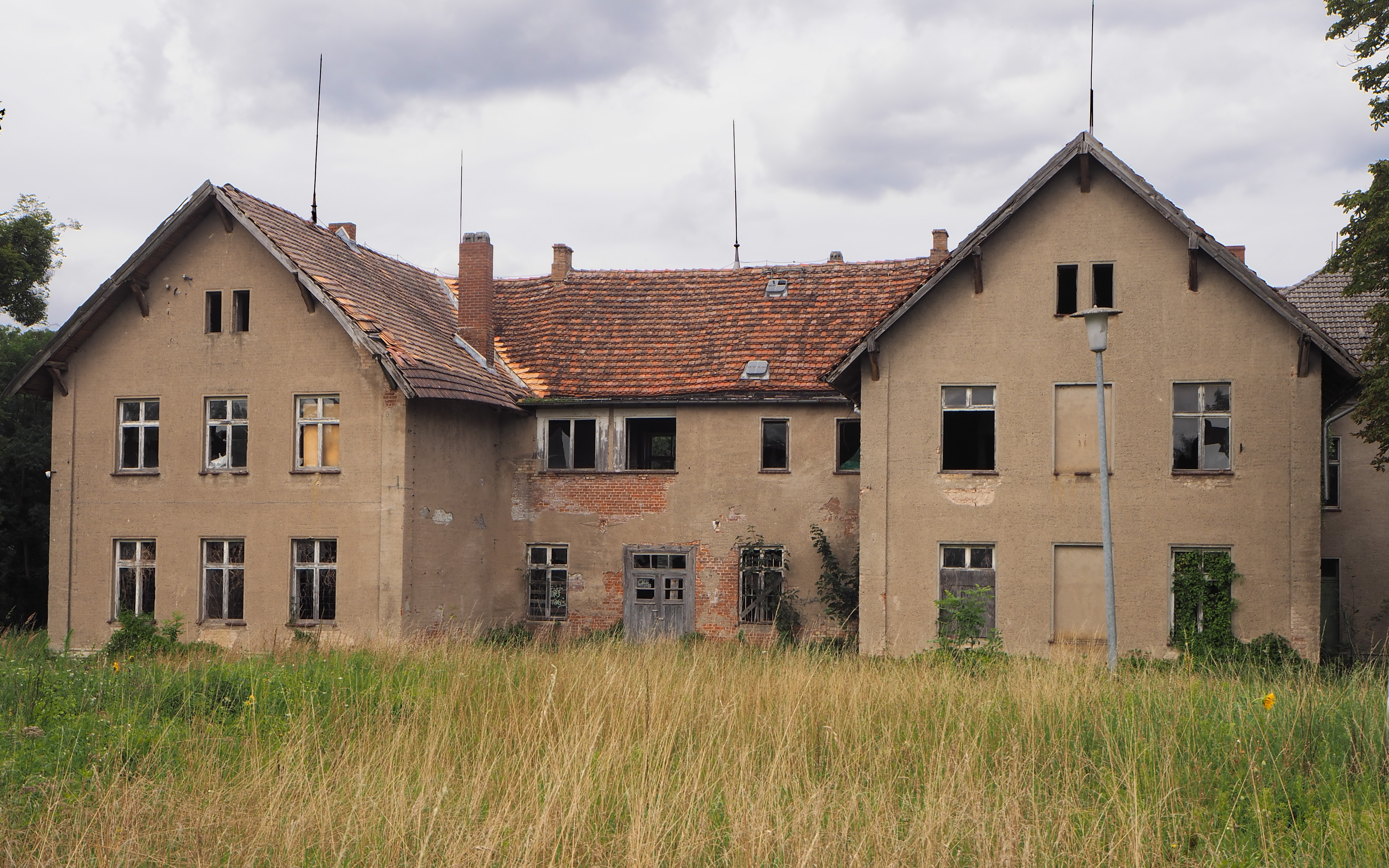
Gutshaus im Jahr 2021
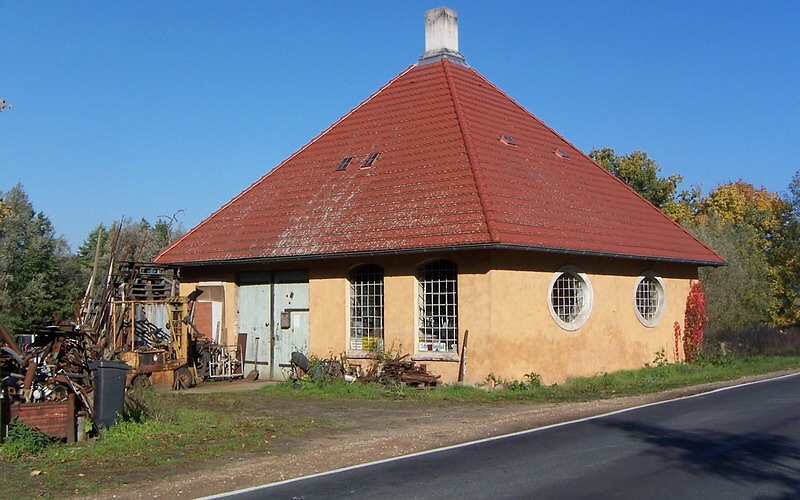
Schmiede im Jahr 2008
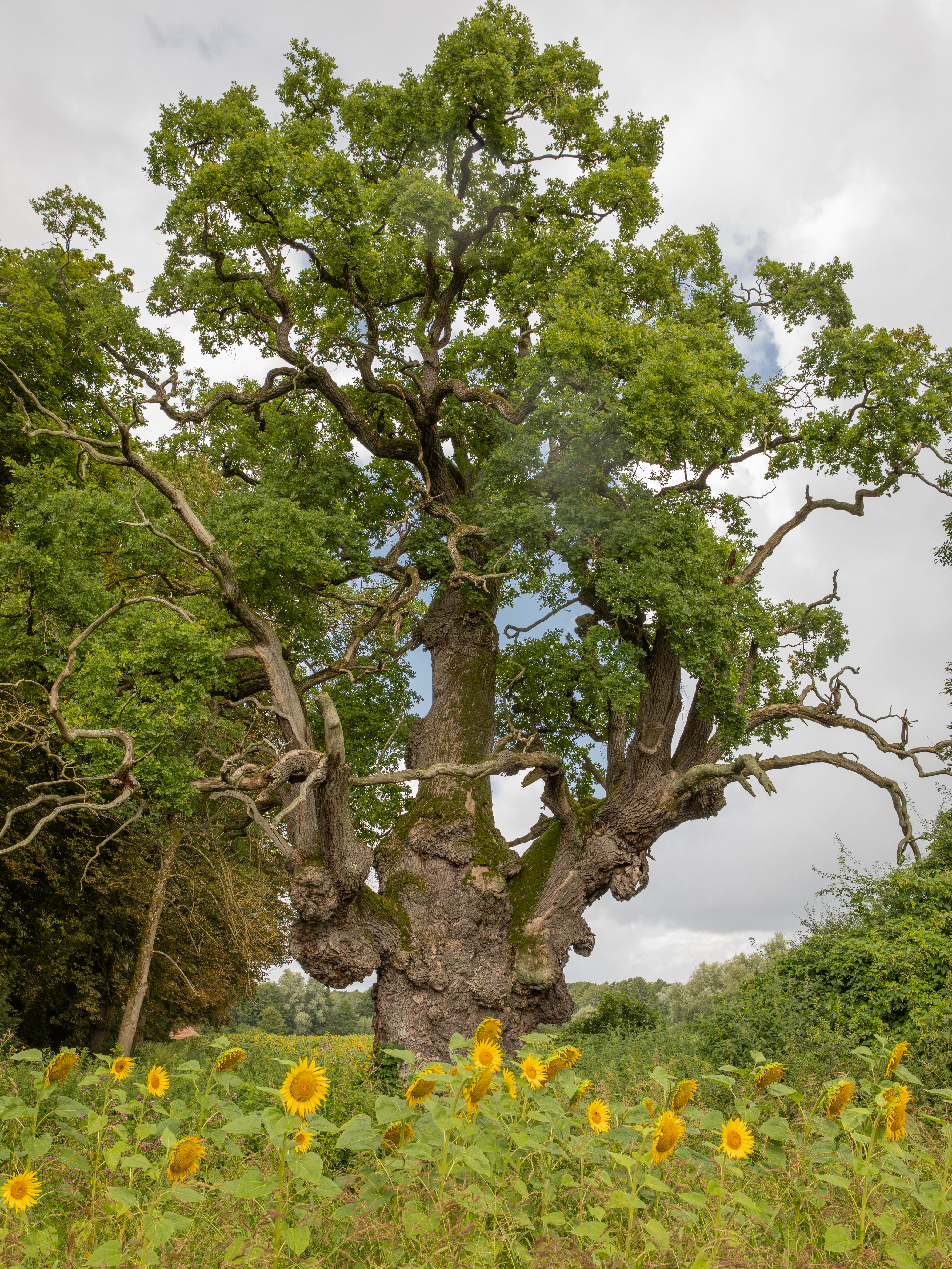
Knorreiche Rothenmoor im August 2021